# Нефропатия
Нефропа́тия — представляет собой поражение клубочкового аппарата и паренхимы почек различной этиологии.

## Этиопатогенез
В целом заболевание характеризуется нарушением работы почек. Характерными клинико-лабораторными признаками заболевания являются отёки, протеинурия, в некоторых случаях повышение артериального давления, также изменяется удельная плотность мочи. В целом развиваются различной степени выраженности нарушения фильтрационной функции почек, что в итоге может привести к хронической почечной недостаточности.
Причинами приведшими к нефропатии могут послужить самые разные заболевания, начиная от отравлений нефротоксическими ядами и заканчивая эндокринной патологией. Одной из наиболее частых причин развития нефропатии является сахарный диабет. По различным данным в 30-35 % случаев нефропатия является следствием сахарного диабета.

## Лечение
Лечение должно включать в себя лечение основного заболевания, приведшего к развитию данного патологического состояния. Данная патология является потенциально опасной для жизни, поэтому при первичном обращении лечение должно проводиться в стационаре.
Медикаментозная терапия направлена на устранение причины развития заболевания, при невозможности — на восстановление адекватного диуреза, нормализацию артериального давления и устранения отеков.

## Прогноз
Прогноз условно благоприятный, при своевременно начатом лечении и корректном установлении причины развития нефропатии возможна практически полная компенсация. Трудоспособность, при адекватном своевременном лечении, полностью восстанавливается.